# إدموند هارفي (سياسي)
إدموند هارفي (بالإنجليزية: Thomas Edmund Harvey)‏ هو سياسي بريطاني (وحمل سابقاً جنسية المملكة المتحدة لبريطانيا العظمى وأيرلندا)، ولد في 4 يناير 1875، وتوفي في 3 مايو 1955. حزبياً، نشط في الحزب الليبرالي.

## مناصب
- في الانتخابات العمومية البريطانية في يناير 1910 [الإنجليزية]‏، انتخب عضو برلمان المملكة المتحدة الـ29 عن دائرة ليدز الغربية (15 يناير 1910 – 28 نوفمبر 1910).
- في الانتخابات العمومية البريطانية في ديسمبر 1910 [الإنجليزية]‏، انتخب عضو برلمان المملكة المتحدة الـ30 عن دائرة ليدز الغربية (3 ديسمبر 1910 – 25 نوفمبر 1918).
- في الانتخابات العامة في المملكة المتحدة 1923 [الإنجليزية]‏، انتخب عضو برلمان المملكة المتحدة الـ33 عن دائرة دوسبري (6 ديسمبر 1923 – 9 أكتوبر 1924).
- في الانتخابات الفرعية في مجلس العموم البريطاني [الإنجليزية]‏، انتخب عضو برلمان المملكة المتحدة الـ37 عن دائرة Combined English Universities (UK Parliament constituency) [الإنجليزية]‏ (19 مارس 1937 – 15 يونيو 1945).